# Timon Drahoňovský
Timon Drahoňovský (10 april 2003) is een Tsjechisch skeletonracer.

## Carrière
Drahoňovský startte in 2018 waar hij aan vier wedstrijden deelnam in de Europe Cup en als 50e eindigde in de eindstand. In februari 2019 werd hij 26e op het WK voor junioren. Hij startte het seizoen 2019/20 in de OMEGA Youth Series Competition. Daarna nam hij deel aan de Europe Cup en de Olympische Jeugdspelen, waar hij een 14e plaats behaalde. In het seizoen 2020/21 nam hij deel aan de Europe Cup en behaalde zijn eerste punten, hij werd 35e aan het einde van het seizoen. Hij nam in januari 2021 ook deel aan de Intercontinental Cup en werd 24e op het WK voor junioren en 27e op het EK voor junioren. 
Hij speelde in het seizoen 2021/22 opnieuw in de Europe Cup en werd 24e in de eindstand, hij nam ook in twee wedstrijden deel van de Intercontinental Cup. Op het EK voor junioren werd hij negende. In het seizoen 2022/23 startte hij opnieuw in de Europe Cup maar speelde daarna ook in de Intercontinental Cup. Hij eindigde 26e in de Europe Cup en 25e in de Intercontinental Cup. Op het WK voor junioren werd hij 14e en derde in de U20 categorie achter de Oostenrijker Roman Tanzer. Hij nam in januari 2023 ook deel aan het WK waar hij 30e werd individueel en 16e in de gemengde competitie aan de zijde van Anna Fernstädt. 
In december 2023 maakte hij zijn debuut in de wereldbeker waar hij als 34e eindigde na in vier wedstrijden te hebben deelgenomen. Hij was ook actief in de Europe Cup waar hij als 22e eindige in het eindklassement. Op het EK voor junioren behaalde hij een achtste plaats en op het WK een negende plaatst. Hij behaalde aan de zijde van Fernstädt ook een tweede plaats in de gemengde competitie in de wereldbeker. Op het EK werd hij 22e en op het WK individueel 26e en in de gemengde competitie werd hij zeventiende aan de zijde van Anna Fernstädt. 

## Resultaten
| Seizoen | Divisie              | Niv. | #1  | #2  | #3  | #4  | #5  | #6  | #7  | #8  | Punten | Rang |
| ------- | -------------------- | ---- | --- | --- | --- | --- | --- | --- | --- | --- | ------ | ---- |
| 2018/19 | Europe Cup           | III  | 31e | 32e | –   | 33e | 33e | –   | –   | –   | 0      | 50e  |
| 2019/20 | Europe Cup           | III  | –   | 39e | 37e | –   | –   | –   | –   | –   | 0      | 55e  |
| 2020/21 | Europe Cup           | III  | 21e | 21e | –   | 18e | 23e | 35e |     |     | 44     | 35e  |
| 2020/21 | Intercontinental Cup | II   | 21e | –   | –   | –   | –   |     |     |     | 31     | 40e  |
| 2021/22 | Europe Cup           | III  | 20e | 14e | –   | –   | 27e | 22e | 14e | 16e | 93     | 24e  |
| 2021/22 | Intercontinental Cup | II   | –   | –   | –   | –   | –   | –   | 27e | 26e | 34     | 44e  |
| 2022/23 | Europe Cup           | III  | 9e  | 18e | 19e | 17e | –   | –   | –   | –   | 82     | 26e  |
| 2022/23 | Intercontinental Cup | II   | 15e | 14e | 18e | 15e | –   | –   | –   | –   | 200    | 25e  |
| 2023/24 | Europe Cup           | II   | –   | 19e | –   | 18e | 14e | 13e | –   | –   | 193    | 22e  |
| 2023/24 | Wereldbeker          | I    | –   | 28e | –   | –   | 24e | 32e | 25e | –   | 129    | 34e  |